# Гарольд Рейтсема
Гарольд Джеймс Рейтсема (англ. Harold Reitsema, нар. 19 січня 1948) — американський астроном, член наукових команд, які відкрили Ларису, п'ятий із відомих супутників Нептуна, і Телесто, тринадцятий супутник Сатурна.

## Біографія
Гарольд Рейтсема здобув ступінь бакалавра фізики в коледжі Калвіна в Гранд-Рапідс, штат Мічиган в 1972 році і ступінь доктора філософії з астрономії від Університету штату Нью-Мексико в 1977 році. Його дисертація називалась «Кількісна спектральна класифікація зір сонячного типу та Сонця» й була виконана під керівництвом Рети Бібі. Він брав участь у багатьох наукових космічних місіях НАСА, включаючи космічний телескоп Спітцер, SWAS, місію Нью-Горайзонс на Плутон і космічний телескоп Кеплер для пошуку екзопланет.
Рейтсема працював в Ball Aerospace & Technologies у Боулдері, Колорадо, і пішов на пенсію в 2008 році. Він є керівником місії космічний телескоп Сентінел Фонду B612, яка займається пошуком навколоземних астероїдів для ідентифікації потенційних загроз зіткнення з Землею. На його честь 2002 року був названий астероїд 13327 Рейтсема.

## Наукові результати
Гарольд Рейтсема та його колеги за допомогою наземних телескопічних спостережень виявили два нові планетні супутники. Використовуючи коронограф з одним із перших астрономічних приладів із зарядовим зв'язком, вони вперше спостерігали Телесто, супутник Сатурна, 8 квітня 1980 року, лише через два місяці після того, як були однією з перших груп, яким вдалось побачити Янус, інший супутник Сатурна. 24 травня 1981 року команда Рейтсеми відкрила за Ларису, супутник Нептуна, спостерігаючи покриття зорі системою Нептуна.
Рейтсема брав участь у наземних спостереженнях місії Deep Impact у 2005 році. Він спостерігав зіткнення космічного апарата з кометою 9P/Темпеля за допомогою телескопів обсерваторії Сан-Педро-Мартір (Мексика).
Він також відповідальний за кілька досягнень у використанні методів умовних кольорів у застосуванні до астрономічних зображень. Він був членом групи багатокольорової камери на космічному апараті Джотто, який отримав зображення комети Галлея у 1986 році.